# Traci Braxton
Traci Renee Braxton (2 de abril de 1971 – 12 de marzo de 2022) fue una cantante, personalidad de telerrealidad y locutora de radio estadounidense.

## Primeros años
Traci Renee Braxton nació en Severn, Maryland, como la tercera hija de sus padres. Su padre, Michael Conrad Braxton Sr., era clérigo metodista y trabajador de una compañía eléctrica, y su madre, Evelyn Jackson, natural de Carolina del Sur, fue cantante de ópera y cosmetóloga, además de pastora. El abuelo materno de Braxton también era pastor.
Traci Renee Braxton tenía un hermano mayor, Michael Jr. (nacido en 1968), y cuatro hermanas, Toni (nacida en 1967), Towanda (nacida en 1973), Trina (nacida en 1974) y Tamar (nacida en 1977). Braxton y sus hermanos se criaron en un estricto hogar religioso, y la primera experiencia interpretativa de Braxton fue cantando en el coro de su iglesia.

## Carrera

### 1989–1991: Inicios profesionales con The Braxtons
Toni, Traci, Towanda, Trina y Tamar Braxton firmaron su primer contrato discográfico con Arista Records en 1989. En 1990 lanzaron su primer sencillo, "Good Life", que sería su único sencillo como quinteto. "Good Life" alcanzó el número 79 en la lista Billboard Hot R&B/Hip-Hop Singles. En el momento del lanzamiento del single, las diferencias de edad entre los miembros crearon un problema de comercialización. Posteriormente, The Braxtons fueron retirados de Arista Records.
En 1991, durante un showcase con Antonio "L.A." Reid y Kenneth "Babyface" Edmonds—que estaban en proceso de formar LaFace Records—Toni Braxton, sin sus cuatro hermanas, fue elegida y firmó como primera solista femenina del sello. En aquel momento, los demás miembros fueron informados de que LaFace no buscaba otro grupo femenino, ya que acababan de fichar a TLC.

### 1992–1995: Complicaciones profesionales y embarazo
Tras la salida de Toni del grupo en 1991, las Braxton restantes acabaron convirtiéndose en coristas de la primera gira de Toni por Estados Unidos, en vídeos musicales y en apariciones promocionales. Las hermanas—Traci, Towanda, Trina y Tamar—hicieron varias apariciones en televisión como coristas de Toni y respondieron a entrevistas, como en el programa The Today Show. También aparecieron en el vídeo musical del tercer sencillo de Toni Braxton, «Seven Whole Days», de su álbum de debut.[cita requerida]
En 1993, el vicepresidente de A&R de LaFace, Bryant Reid, fichó a The Braxtons para LaFace. Sin embargo, el grupo nunca publicó un álbum ni un sencillo para la discográfica. Cuando Reid pasó a trabajar para Atlantic Records, convenció a los ejecutivos de LaFace para que le permitieran llevar el grupo también a Atlantic.
Se informó en la revista Vibe que en 1995, Traci Braxton había dejado el grupo para seguir una carrera como consejera juvenil; sin embargo, no se reveló hasta 2004—cuando Towanda Braxton apareció en la segunda temporada del reality show Starting Over—que a Traci no se le permitió firmar con Atlantic debido a su embarazo en ese momento.[cita requerida]

### 2011–2014: telerrealidad yCrash & Burn
En 2011, Braxton se reunió con sus hermanas para el reality show de WE tv, Braxton Family Values. A lo largo de los años ha hecho apariciones como corista de sus hermanas en algunos programas. En 2013, Braxton y su marido Kevin Surratt se unieron a la tercera temporada de Marriage Boot Camp.
En 2013, Braxton comenzó su carrera en solitario después de firmar con el conglomerado de medios independientes Entertainment One bajo eOne Music y Soul World Entertainment para lanzar un álbum. El mismo año, consiguió su propio programa de radio llamado The Traci Braxton show en la radio BLIS.F.M.
Su álbum debut en solitario, Crash & Burn, salió a la venta el 7 de octubre de 2014. El sencillo principal del álbum, "Last Call", alcanzó el número 16 en la lista US R&B Adult. "Crash & Burn" debutó en el número 108 en la lista Billboard Hot 200 con unas ventas de 4.000 en su primera semana. El álbum también alcanzó el número 11 en la relanzada lista Billboard R&B Albums y el número 1 en la lista Heatseekers Albums. Un sencillo de seguimiento, "Perfect Time", fue lanzado en 2015.

### 2015–2022: reunión de The Braxtons, películas yOn Earth
El 14 de enero de 2015, se unió al jurado de Mrs. DC America 2015. En octubre de 2015, The Braxtons lanzaron su segundo álbum, Braxton Family Christmas. El álbum fue lanzado el 30 de octubre, y pre-ordenado el 16 de octubre. Braxton Family Christmas debutó en el número 27 en la lista US Billboard R&B/Hip-Hop Albums, número 10 en la lista US R&B, y número 12 en la lista US Top Holiday Albums el 21 de noviembre de 2015. El álbum llegó al número 1 en la lista US Heatseekers Albums el 12 de diciembre de 2015.
El 17 de mayo de 2016, durante un vídeo en directo de Facebook en la página Braxton Family Values, se anunció que Traci Braxton iba a lanzar un nuevo sencillo en 2016, titulado "Body Shots", de su próximo segundo álbum de estudio.

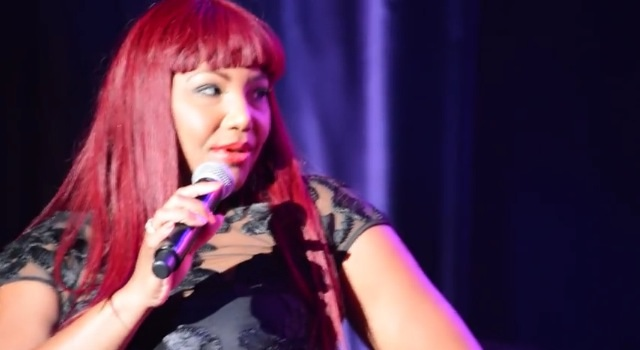
Braxton actuando en la Universidad Howard en 2014

El 21 de mayo de 2017, protagonizó la obra de teatro There's a Stranger in My House. El 26 de septiembre de 2017, Braxton apareció en el tema "Moonlight" del rapero Kokayi.
El 20 de abril de 2018, lanzó el sencillo "Broken Things" con la participación de sus hermanas Toni, Towanda y Trina. El 3 de agosto de 2018, Traci Braxton lanzó "Lifeline" como sencillo oficial de su segundo álbum, On Earth, que salió a la venta el 24 de agosto de 2018.
Al mismo tiempo, hizo su debut como actriz de cine en el largometraje Sinners Wanted. El 13 de junio de 2019, actuó en la película All In, protagonizada por Lil Mama.
El 12 de diciembre de 2020, protagonizó la película (y su último estreno en vida) The Christmas Lottery.
El 24 de septiembre de 2021, su última colaboración fue en la canción "Stay with Me", interpretada por Candiace, extraída de su álbum Deep Space.

## Enfermedad y muerte
Braxton falleció el 12 de marzo de 2022, a la edad de 50 años. Padecía cáncer de esófago desde al menos un año antes de su muerte.

## Discografía

### Álbumes
| Título       | Detalles del álbum                                                                                       | Posiciones en picos gráficos | Posiciones en picos gráficos | Posiciones en picos gráficos | Posiciones en picos gráficos |
| Título       | Detalles del álbum                                                                                       | US                           | US Heat                      | US R&B                       | US R&B/HH                    |
| ------------ | --- | ---------------------------- | ---------------------------- | ---------------------------- | ---------------------------- |
| Crash & Burn | - Estreno: 7 de octubre de 2014 - Discografía: Entertainment One - Formato: CD, descarga digital         | 108                          | 1                            | 11                           | 18                           |
| On Earth     | - Estreno: 24 de agosto de 2018 - Discografía: Soul World Entertainment - Formatos: CD, descarga digital | —                            | —                            | 24                           | —                            |

### Sencillos
| Año  | Canción                                                    | Picos        | Álbum        |
| Año  | Canción                                                    | US Adult R&B | Álbum        |
| ---- | ---------------------------------------------------------- | ------------ | ------------ |
| 2014 | "Last Call"                                                | 16           | Crash & Burn |
| 2015 | "Perfect Time"                                             | —            | Crash & Burn |
| 2017 | "Moonlight" (Kokayi colaboración con Traci Braxton)        | —            | —            |
| 2018 | "Broken Things" (colaboración con Toni, Towanda and Trina) | —            | On Earth     |
| 2018 | "Lifeline"                                                 |              | On Earth     |

## Apariciones
CINE
- 2018: Sinners Wanted: Nana
- 2019: All In: Madre adoptiva
- 2020: The Christmas Lottery: Anunciadora

Televisión
- Braxton Family Values (como ella misma, 2011–2020)
- Marriage Boot Camp (como ella misma, 2014)

Radio
- The Traci Braxton Show

Teatro
- There's a Stranger in My House (2017)